# 自主の会
自主の会（じしゅのかい）は、世界において帝国主義に従属せず自主を掲げ、自分たちの力に依拠して経済建設も政治も行うとし、日本の自主と平和を目指す組織である。

## 概要
自主の会の構成員は、金日成・金正日主義研究全国連絡会とほぼ重なっている。

## 主張
- 日米安保条約の廃棄[2]
- 辺野古新基地建設に反対[3]
- アイヌ民族は日本の先住民族[4]
- 脱原発[5]

## 出版物
- 自主の道[6]
- 自主の旗[6]
- 『人間を愛し明日に生きる』[6]

## 支部
- 北海道自主の会
- 福島自主の会
- 群馬自主の会
- 東京自主の会
- 静岡自主の会
- 長野自主の会
- 大阪自主の会
- 広島自主の会
- 高知自主の会
- 沖縄自主の会